# 1999 في الجزائر
فيما يلي قوائم الأحداث التي وقعت خلال عام 1999 في الجزائر.

## أحداث
- 15 أبريل – الانتخابات الرئاسية الجزائرية 1999

## سياسة

### تعيين في المنصب
- 27 أبريل – عبد العزيز بوتفليقة رئيس الجزائر.

### انتهاء فترة المنصب
- 27 أبريل – اليمين زروال رئيس الجزائر.
- 23 ديسمبر – إسماعيل حمداني الوزير الأول الجزائري.

## أفلام
من الأفلام التي صدرت هذه السنة في الجزائر:
- 1 يناير – عطلة لبرانتي من إخراج بن عمر بختي.

## موسيقى

### ألبومات
من الألبومات التي صدرت هذه السنة في الجزائر:
- 1 يناير – كنزة من غناء الشاب خالد.

## مواليد

### أبريل
- 16 أبريل – ياسمين عبد الرحيم لاعبة كرة طائرة جزائرية.

## وفيات

### يناير
- 1 يناير – بلان بلان (مواليد 1920) مغني جزائري.
- 1 يناير – حشاني عبد القادر (مواليد 1956) سياسي جزائري.
- 28 يناير – رويشد (مواليد 1921) ممثل جزائري.

### يوليو
- 20 يوليو – عبد الرحمان بوبكر (مواليد 1932) لاعب كرة قدم جزائري.

### نوفمبر
- 15 نوفمبر – لوسيان جاسيرون (مواليد 1913) لاعب كرة قدم فرنسي.